# Pas de la Figuière
 (août 2020).
Le pas de la Figuière est un col à 247 mètres d’altitude situé dans le département français des Bouches-du-Rhône.

## Géographie
Dans le parc naturel régional des Alpilles, il relie Aureille à Eygalières par le massif des Alpilles.

## Activités
Il est connu des cyclistes pour son ascension par la RD 25A.